# Teplota vzplanutí
Teplota vzplanutí je nejnižší teplota, při které se za přesně definovaných podmínek vytvoří nad hladinou hořlavé kapaliny takové množství par, že jejich směs se vzduchem přiblížením plamene vzplane a ihned uhasne. V laboratorních podmínkách se pro stanovení užívá metoda otevřeného kelímku nebo metoda uzavřeného kelímku. Při exaktních měřeních se vztahuje k atmosférickému tlaku 101 325 Pa.
Teplota vzplanutí je kritériem pro zařazení hořlavých látek do tříd nebezpečnosti podle ČSN 65 0201.
| Třída nebezpečnosti | Teplota vzplanutí °C |
| ------------------- | -------------------- |
| I                   | do 21                |
| II                  | nad 21 do 55         |
| III                 | nad 55 do 100        |
| IV                  | nad 100              |

## Tuhé látky
U tuhých hořlavých látek se určuje teplota vzplanutí FIT (flame ignition temperature), která je definována jako nejnižší teplota vzduchu, proudícího kolem vzorku, při které dojde působením vnějšího zápalného zdroje k zapálení směsi plynných produktů rozkladu. Pro její laboratorní určení se zpravidla užívá Setchkinova odporová pec.